# Jean Massart
Jean Massart va ser un botànic  belga, nascut el 7 de març de 1865 a Etterbeek prop de Brussel·les i mort el 16 d'agost de 1925 a Houx.

## Biografia
Fou doctor en medecina i en ciències. Estudià al costat Paul Heger (1846-1925). Va ser nomenat professor de botànica a la Universitat Lliure de Brussel·les el 1895. Treballà aleshores a l'Institut Pasteur de París. Dirigí, de 1902 a 1906 el Jardí botànic de Brussel·les.
Massart va efectuar diversos viatges d'herborització al Brasil, al Sàhara, a Mèxic i a les Índies orientals neerlandeses. Participà activament en les primeres mesures de protecció del medi ambient a Bèlgica.
El 1922, crea el Jardí botànic Jean Massart a Brussel·les.
És l'autor de:
- Parasitisme organique et parasitisme social (Paris, 1893), amb Émile Vandervelde (1866-1938).
- La Récapitulation et l'innovation en embryologie (Gand, 1894).
- L'Évolution régressive en biologie et en sociologie (Felix Alcan, Paris, 1897), amb Vandervelde i Jean Demoor (1867-1941).
- Esquisse de la géographie botanique de la Belgique (H. Lamertin, Bruxelles, 1910).
- Nos Arbres (1911).
- Pour la protection de la nature en Belgique (Bruxelles, 1912).
- La Presse clandestine dans la Belgique occupée... (Berger-Levrault, Paris, 1917).
- Éléments de biologie générale et de botanique (M. Lemertin, Bruxelles, deux volumes, 1921 et 1923).